# 新宿歴史博物館
新宿歴史博物館（しんじゅくれきしはくぶつかん）は、東京都新宿区四谷三栄町にある、新宿区の郷土資料を扱う博物館。新宿区立新宿歴史博物館条例（昭和63年4月1日条例第12号）に基づいて設置され1989年に開館した区立の博物館である。
津の守坂通りの近くにある。2010年（平成22年）4月より、以前管理運営していた財団法人新宿区生涯学習財団と財団法人新宿文化・国際交流財団が統合した公益財団法人新宿未来創造財団（愛称「レガス新宿」）が指定管理者として管理運営業務を行っている。

## 概要
地上3階、地下1階の構造で、1階部分の入口付近には1913年（大正2年）の開通当時から1991年（平成3年）まで使われていた四谷見附橋の高欄が展示されている。常設展示室・企画展示室共に地下1階にあり、常設では5つのコーナーに分けて、旧石器時代から昭和時代初期までにおける展示が行われている。そこでは、内藤新宿の復元模型、江戸時代の商家、昭和初期の文化住宅の復元家屋や、都電11系統（新宿駅前-月島通八丁目）・12系統（新宿駅前-両国駅）を走っていた5000形のレプリカなども展示されている。
企画展示は、常設展示室の脇の小部屋で年に数回行われる。休憩所では、小田急ロマンスカー3100型NSEの座席や運転台等が保存されており、実際に座る事も可能。地下1階部分には庭もある。
2階には講堂、3階には図書室があり、一般の者も利用可能である。図書室の資料の一部は新宿区立図書館のOPACで検索が可能である。
2002年（平成14年）、新宿歴史博物館の所蔵品 林芙美子の書簡7点が競売入札にかけられていることが発覚。新宿区はこれを27万円で買い戻すとともに、盗難届を出して内部調査を開始。8月23日、新宿区役所環境保全課の職員（犯行時には新宿歴史博物館学芸課に勤務）がこれら所蔵品の横領と転売の容疑で逮捕された。この時期には夏目漱石の『道草』草稿など20点の所在も不明である。
2014年（平成26年）12月9日に区内喜久井町出身の作家・夏目漱石の著作や関連書籍などを集めた「漱石文庫」を館内に開設した。「漱石文庫」の開設時点での資料点数は約200点であった。

## ギャラリー

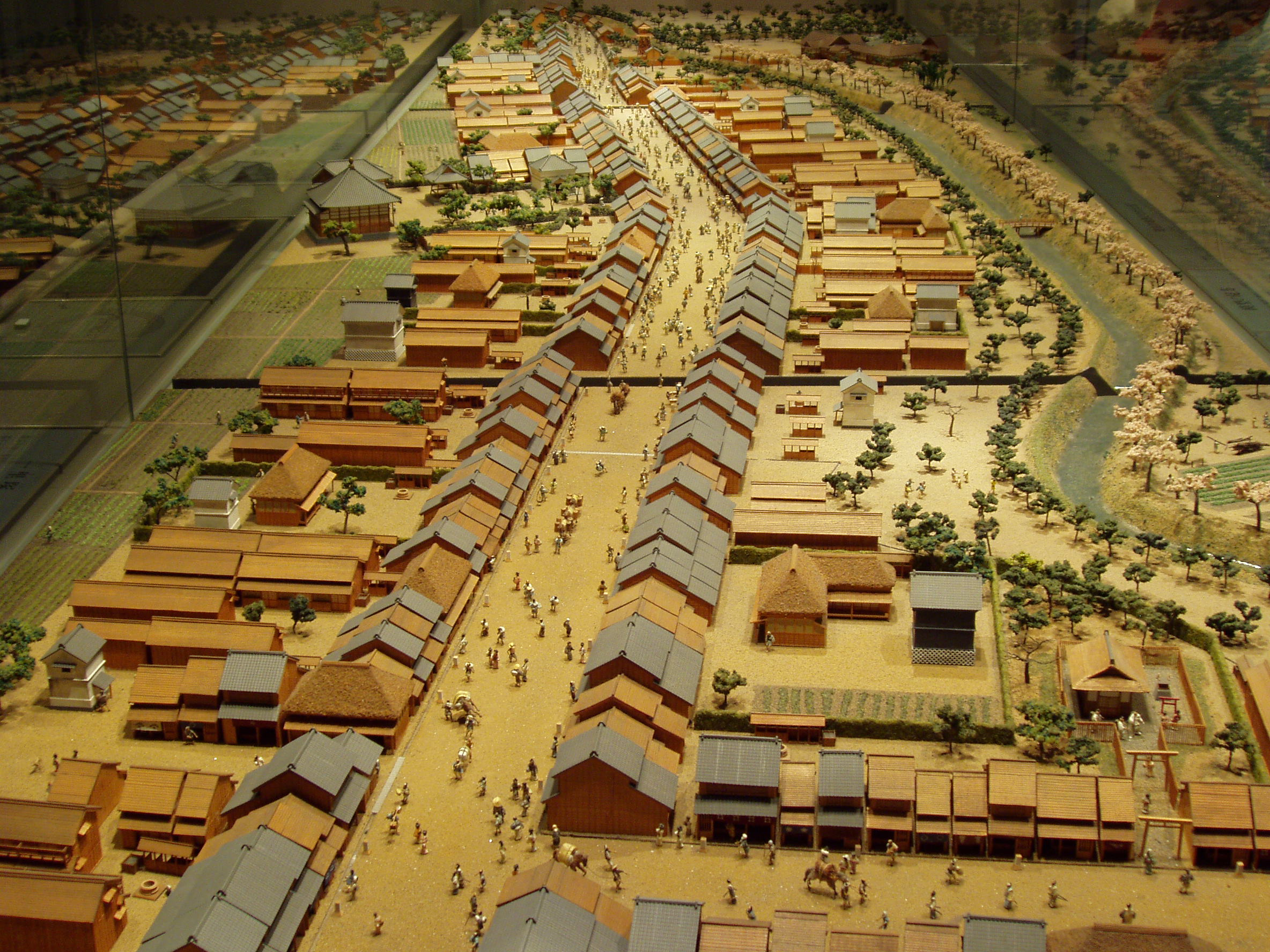
江戸時代の内藤新宿の模型（2005年7月17日撮影）
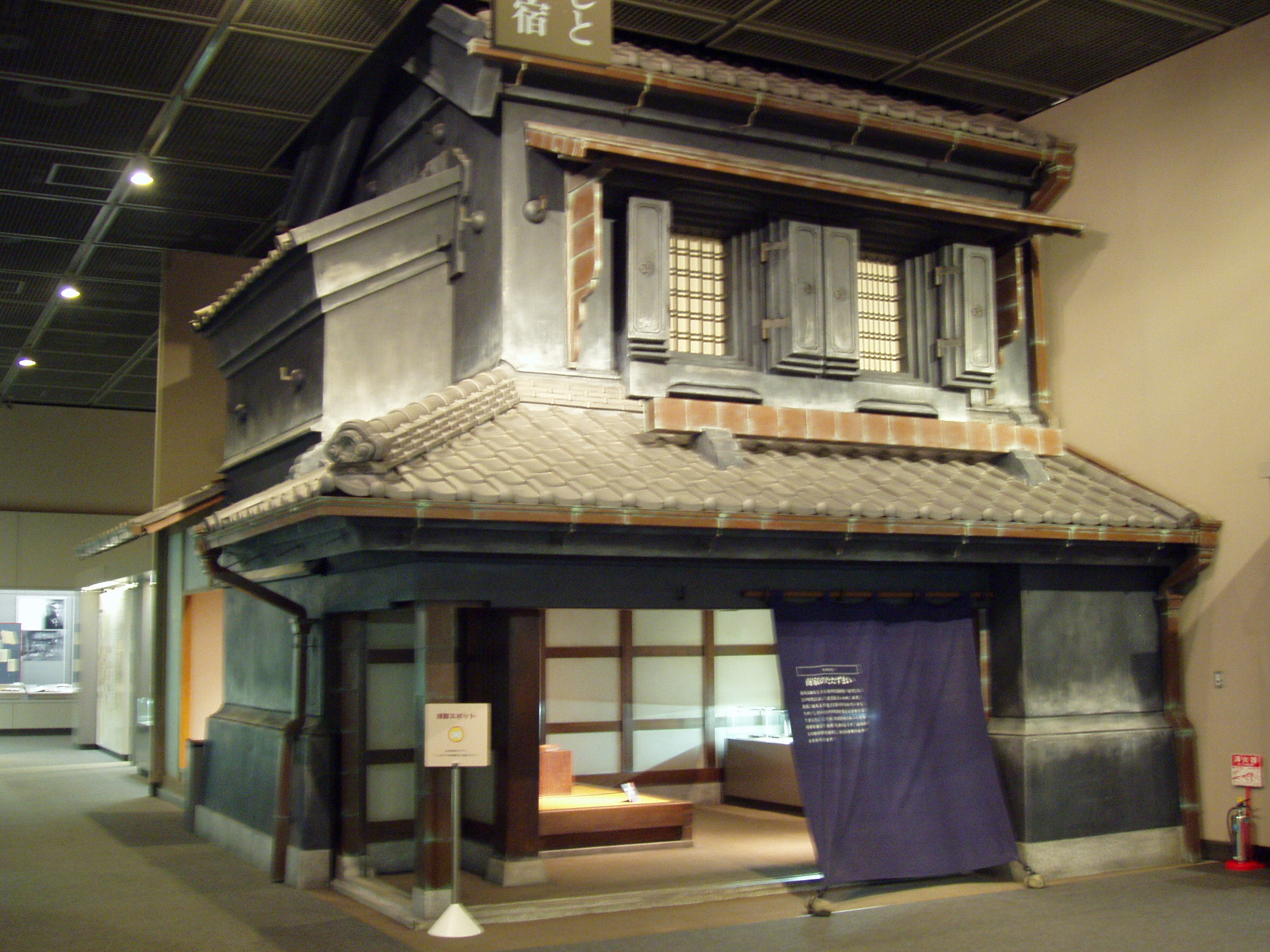
江戸時代の商家（2005年7月17日撮影）
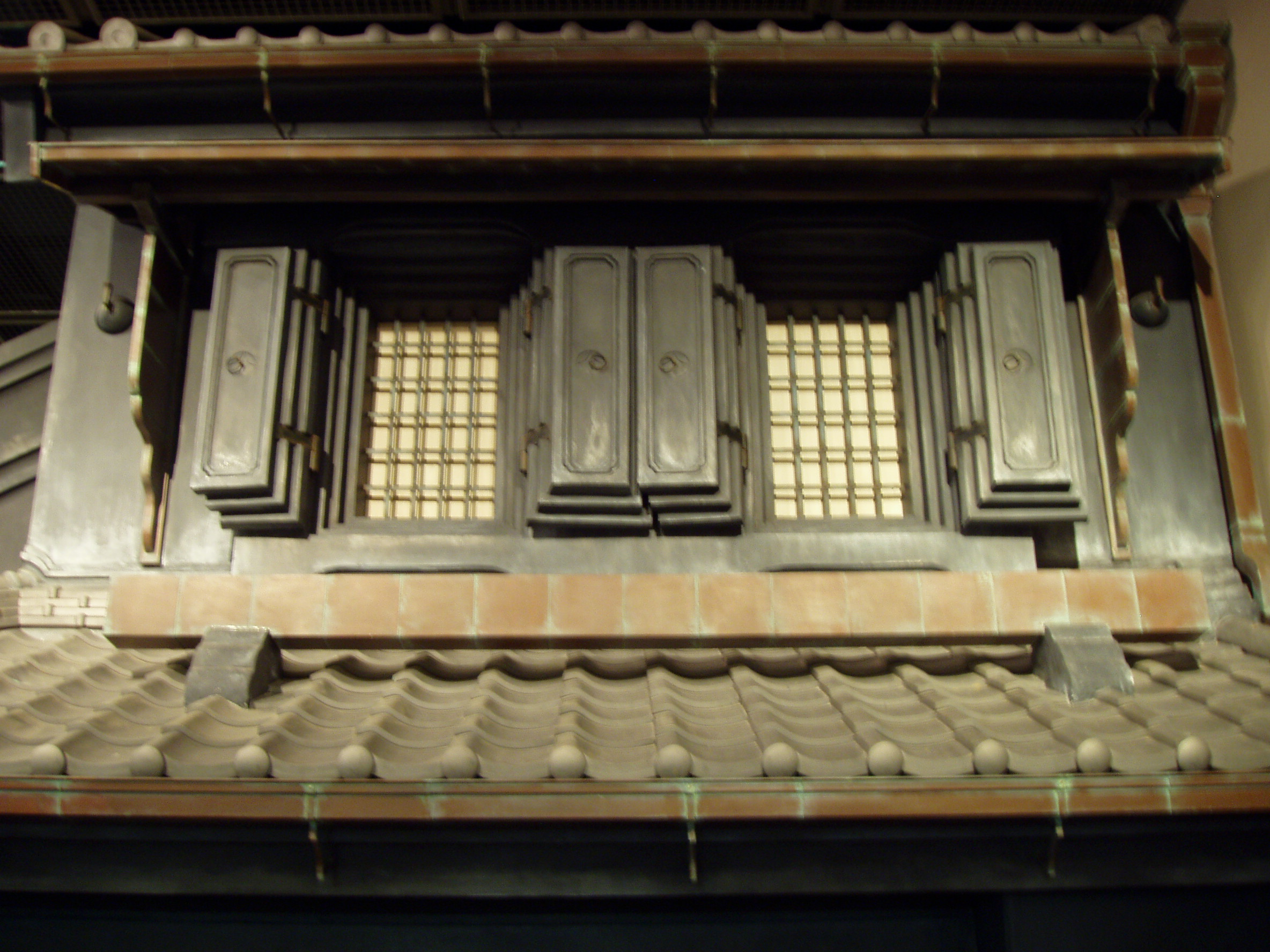
江戸時代の商家の2階（2005年7月17日撮影）
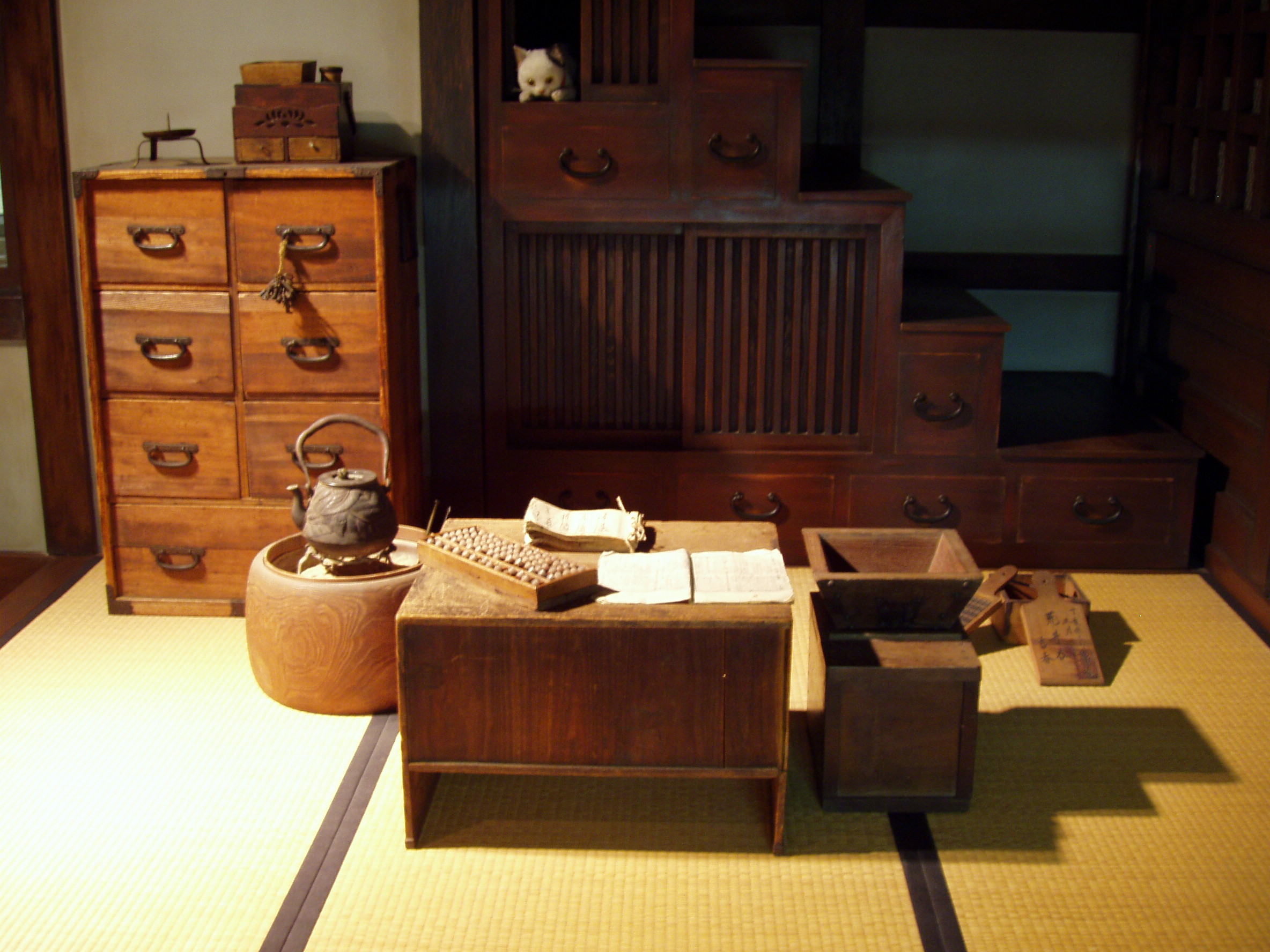
江戸時代の商家の室内（2005年7月17日撮影）
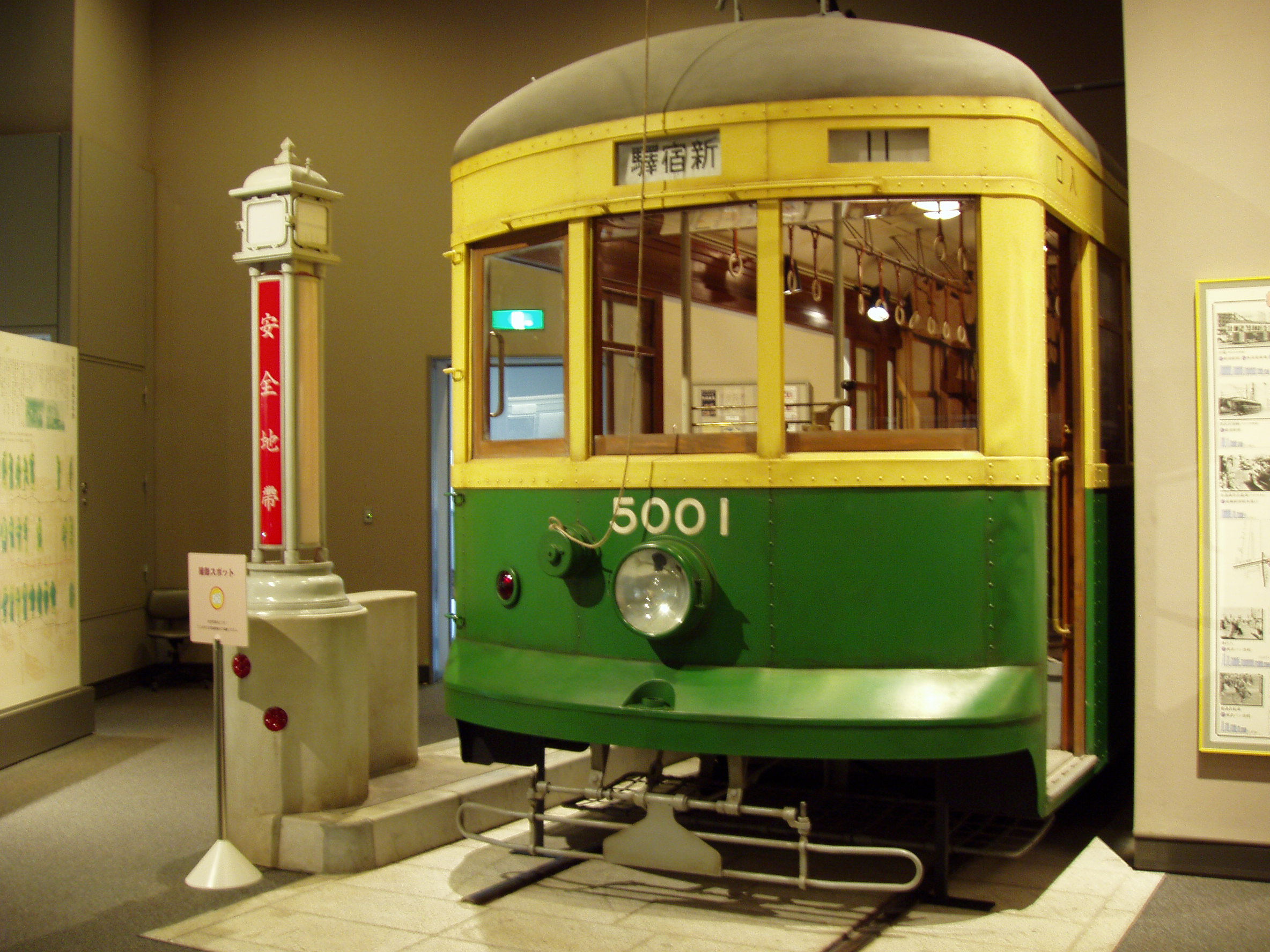
昭和初期の市電（2005年7月17日撮影）